# رباعية سفلية
الرَّبَاعِيَة السفلية (بفتح الراء، وتخفيف الياء -بلا شَدَّة-، كالنطق بـ: ثَمَانِيَة) (بالإنجليزية: mandibular lateral incisor) سن وحشيٌّ (جانبي؛ بعيدًا عن الخط الأوسط للوجه) عن كلا الثنايا السفلية، وإلى الإنسي (الوسطي؛ باتجاه الخط الأوسط للوجه) عن كلا الأنياب السفلية. وهي كغيرها من  القواطع، تقص الطعام أو تقطّعه بالمضغ. وليس عليها حَدَبات؛ فإنَّ المِساحة السطحية للسن الآكلة تسمىٰ: بالحافة القاطعية، أو الحد القاطعي. ومع أن لكل من الرَّبَاعِيَة السفلية: اللبنية، والدائمة، تشابهًا، إلا أن بينهما اختلافاتٍ طفيفة.

## التدوين

### اللبنية
في نظام الترقيم العالمي، يتم تحديد الرباعيات السفلية المؤقتة بحرف كبير باللغة الإنجليزية. تُرمز الرباعية السفلية اللبنية اليمنى بالحرف "Q"، بينما اليسرى بالحرف "N". تدوين الاتحاد العالمي لطب الأسنان لديه نظام تدوين مختلف. حيث أن الرباعية السفلية اللبنية اليمنى تُرمز بالرقم "82"، واليسرى بالرقم "72".

### الدائمة
في نظام التدوين العالمي، يتم تحديد الرباعيات السفلية الدائمة برقم. تُرمز الرباعية السفلية الدائمة اليمنى بالرقم "26"، بينما اليسرى بالرقم "23". في تدوين بالمر، يتم استخدام رقم جنبًا إلى جنب مع رمز يحدد الربع الذي يوجد فيه السن. بالنسبة لهذه السن، فإن الرباعية السفلية اليمنى واليسرى سيكون لها نفس الرقم، "2"، ولكن الرباعية اليمنى سيكون لها الرمز "┐"، فوقها، بينما سيكون للقواطع اليسرى الرمز "┌". يملك التدوين الدولي نظام ترقيم مختلف عن النظامين السابقين، فتُرمز الرباعية السفلية الدائمة اليمنى بالرقم "42"، بينما اليسرى بالرقم "32".